# ويليام فانكور
ويليام فانكور (بالفرنسية: William Vainqueur)‏ لاعب كرة قدم فرنسي ولد في 19 نوفمبر 1988 في فرنسا. يشغل فانكور موقع وسط ميدان دفاعي ويلعب حاليا في فريق روما الإيطالي.

## روابط خارجية
- ويليام فانكور على موقع اتحاد تركيا (لاعب) (الإنجليزية)
- ويليام فانكور على موقع قاعدة بيانات كرة القدم.إي يو (الإنجليزية)
- ويليام فانكور على موقع Soccerway.com (الإنجليزية)
- ويليام فانكور على موقع عالم كرة القدم.نت (الإنجليزية)
- ويليام فانكور على موقع كووورة
- ويليام فانكور على موقع AS.com (الإسبانية)